# 뉴질랜드 헤럴드
뉴질랜드 헤럴드(The New Zealand Herald)는 뉴질랜드 오클랜드에서 발행되는 일간 신문이다.